# Piedad de Medina del Campo
La Piedad de Medina del Campo es un altorrelieve, obra de Juan de Juni, tallado en madera y policromado que perteneció a un retablo en la capilla del palacete campestre del banquero medinense Rodrigo de Dueñas, una finca de recreo actualmente conocida como la «Casa Blanca».
La composición es básicamente triangular asimétrica, reflejando una clara influencia italiana; es, además, muy cerrada sobre sí misma y, en ella, las miradas desempeñan un papel fundamental para reforzar la sensación de tensión y dramatismo.
Los pliegues son amplios, pesados y ampulosos, propios de una ropa muy gruesa, son típicos de las obras de Juni y se han denominado a menudo «paños parlantes»
El canon anatómico está muy influido por las obras de Miguel Ángel: el cuerpo de cristo es muy clásico y de gran perfección técnica en la musculatura, pero también tiene una postura compleja y Cristo es muy corpulento a pesar de estar muerto y desencajado. La posición muy desequilibrada, con una madre incapaz de sostener a su hijo como si fuese a escurrirse de un momento a otro (este es un rasgo muy miguelangelesco, visible en las últimas versiones de la Piedad que hace este genio italiano).
Los rostros son contenidos, con más intensidad interior que exterior, los gestos apaciguados son propios de las últimas esculturas de Juan de Juni y muy diferentes de la teatralidad de otra obra, muy anterior, de Juni: El Entierro de Cristo, por ejemplo.
El colorido es riquísimo, intenso, con un encarnado muy realista, pero del que se ha desterrado casi totalmente el estofado.
El estilo debe incluirse en el Renacimiento, pero, al tratarse de la segunda mitad de la centuria, coincidiendo con el reinado de Felipe II, es necesario referirse al Manierismo, estilo del que esta escultura es un magnífico ejemplo.
- Datos: Q6075238